# Bagneux, Indre
Bagneux är en kommun i departementet Indre i regionen Centre-Val de Loire i de centrala delarna av Frankrike. Kommunen ligger i kantonen Saint-Christophe-en-Bazelle som tillhör arrondissementet Issoudun. År 2022 hade Bagneux 173 invånare.

## Befolkningsutveckling
Antalet invånare i kommunen Bagneux
Referens:INSEE